# Гнатович Михайло Іванович
Михайло Іванович Гнатович (нар. 1919, село Вороблячин, тепер Яворівського району Львівської області — ?) — український радянський діяч, газорізальник Стрийського вагоноремонтного заводу Львівської області. Депутат Верховної Ради СРСР 6—8-го скликань.

## Біографія
Народився в бідній селянській родині. У 1931 році закінчив початкову школу в рідному селі.
У 1939—1940 роках працював продавцем.
З 1940 по 1942 рік служив у Червоній армії. Учасник німецько-радянської війни, був важко поранений у червні 1942 року.
Після демобілізації з армії — вантажник, газозварник «Головвторчормету» в місті Горькому, РРФСР.
З травня 1948 року — газорізальник, бригадир газорізальників Стрийського вагоноремонтного заводу Дрогобицької (з 1959 року — Львівської) області. У 1959 році був ініціатором руху за комуністичну працю на Стрийському вагоноремонтному заводі.
Потім — на пенсії.

## Нагороди
- орден Леніна
- орден Трудового Червоного Прапора (1959)
- орден Вітчизняної війни ІІ ст. (6.04.1985)
- медалі